# Mina de Kiruna
La mina de Kiruna és la més gran i més moderna explotació de mena de ferro subterrània en el món. La mina està localitzada a la localitat de Kiruna al comtat de Norrbotten, a la Lapònia sueca. La mina, que és propietat de Luossavaara-Kiirunavaara AB, una empresa minera estatal sueca, té una capacitat de producció anual superior als 26 milions de tones de mena de ferro. El 2008 la mina va produir 27.5 milions de tones de mena de ferro. La mina té un cos de mena que és 4 quilòmetres de llarg, entre 80-120 metres d'ample i una profunditat estimada de 2 quilòmetres. D'ençà que va començar l'explotació el 1898, la mina ha produït més de 950 milions de tones de ferro.
En aquesta mina han estat descrites 34 espècies minerals diferents, gairebé la meitat de les 65 que fins a l'any 2022 havien estat trobades a tot el districte miner de Kiruna.

## Història

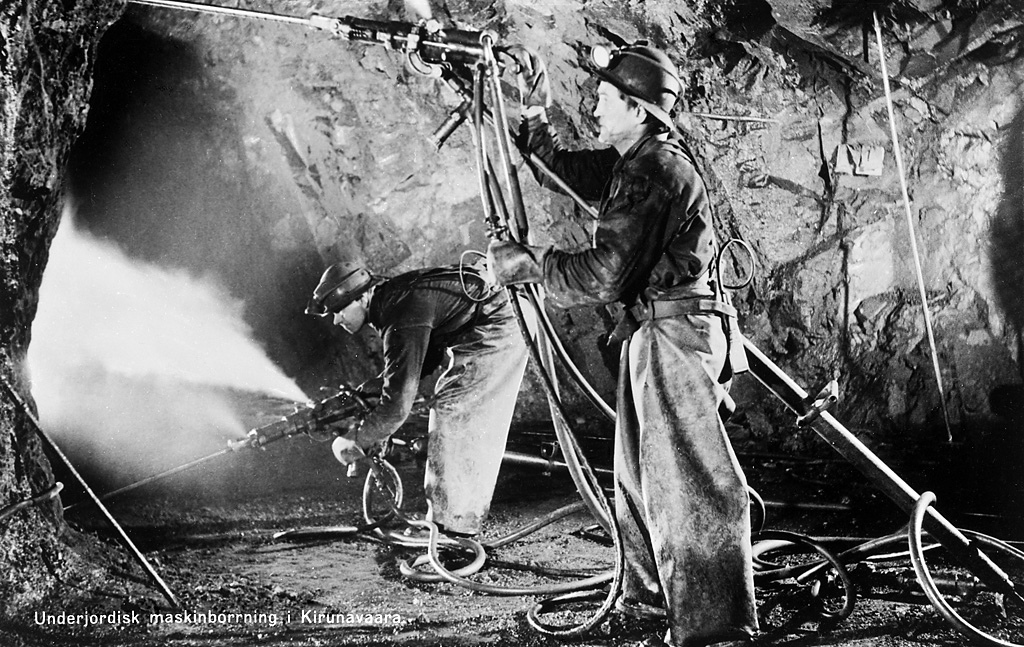
Miners treballant, c. 1940-1959

Croquis transversal de la mina de ferro de Kiruna

La mena de ferro de Kiruna es va formar després d'una activitat volcànica intensa. Les solucions riques en ferro van precipitar la mena de ferro damunt una base de sienita i pòrfir. Llavors el llit de mena va ser cobert per dipòsits volcànics posteriors de quars pòrfir i roques sedimentàries. Més tard, tot el bloc sencer es va girar al seu cabussament actual de 50 a 60°. La seva composició final és de més del 60% de ferro i una mitjana de 0,9% fòsfor, la mena conté una barreja de magnetita molt pura amb apatita.
La reserva original de la mina era al voltant d'1,8 mil milions de tones de mena. Al començament, l'explotació era en superfície, i fins al 1960 es van excavar nivells subterranis amb mètodes tradicionals. El 2008 es va estimar que la mina de Kiruna comptava amb unes reserves estimades en 602 milions en tones amb un 48.5% ferro i amb unes reserves probables de 82 milions de tones amb un 46.7% ferro. Les mesures posteriors permeten inferir uns 328 milions de tones addicionals a la reserva confirmada. Fins al 1999 el nivell més profund que la mina va assolir era de 775 metres, però posteriorment es va assolint una profunditat de 1.045 metres, un nivell que permet assegurar la producció de mena de ferro actual fins al 2018. El 28 d'octubre de 2008, l'empresa propietària Luossavaara-Kiirunavaara AB va decidir arribar a major profunditat, assolint la cota de 1.365 metres.

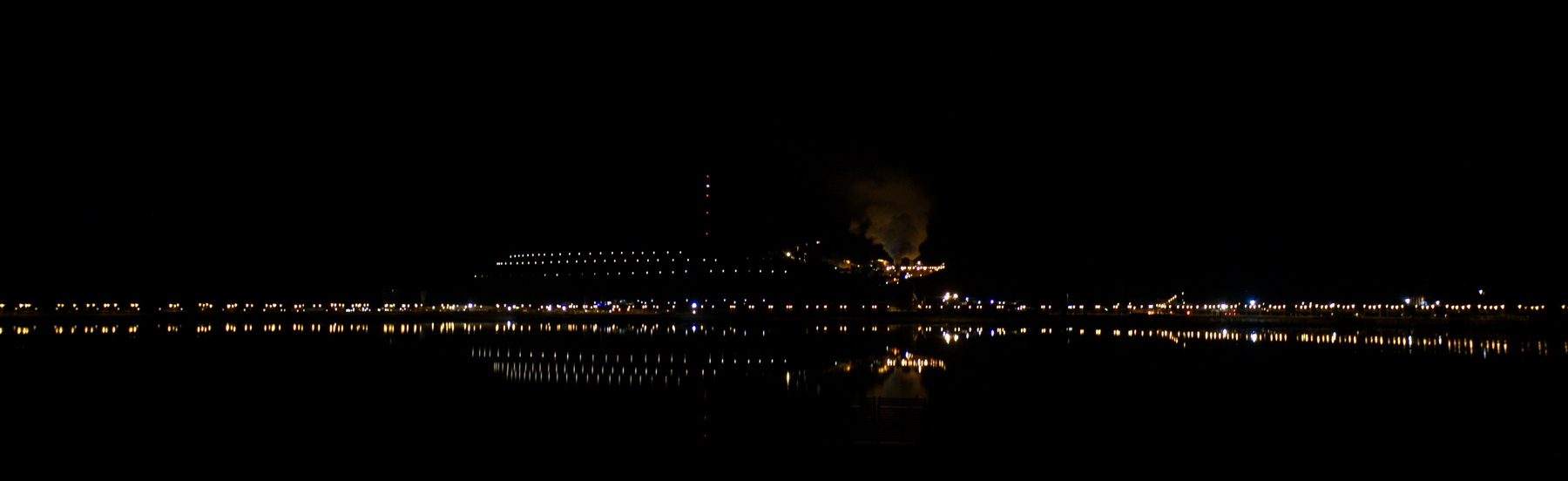
Vista nocturna de les instal·lacions mineres